# Thomas Campaniello
Thomas Campaniello (Certaldo, Toscana, 29 de febrero de 2008) es un futbolista italiano de origen polaco. Juega de delantero centro y su equipo actual es el Empoli Football Club de la Serie B, segunda categoría del fútbol italiano.

## Trayectoria
En 2015 se incorporó a las divisiones formativas de Empoli y se desarrolló como futbolista.
Debutó como profesional el 23 de febrero de 2025, el entrenador Roberto D'Aversa lo hizo ingresar al minuto 72 para enfrentar a Atalanta pero perdieron 0-5 en el Estadio Carlo Castellani. Disputó su primer encuentro oficial con 16 años y la camiseta número 89.
En su temporada de estreno con el primer equipo jugó 4 partidos pero descendieron de categoría.

## Selección nacional
Ha sido internacional con la selección de fútbol de Italia en las categorías juveniles sub-15, sub-16, sub-17 y sub-18.

## Estadísticas

### Clubes
Actualizado al último partido disputado el 18 de mayo de 2025.
| Club                  | Div.          | Temporada     | Liga  | Liga  | Liga   | Copas nacionales | Copas nacionales | Copas nacionales | Copas internacionales | Copas internacionales | Copas internacionales | Total | Total | Total  |
| Club                  | Div.          | Temporada     | Part. | Goles | Asist. | Part.            | Goles            | Asist.           | Part.                 | Goles                 | Asist.                | Part. | Goles | Asist. |
| --------------------- | ------------- | ------------- | ----- | ----- | ------ | ---------------- | ---------------- | ---------------- | --------------------- | --------------------- | --------------------- | ----- | ----- | ------ |
| Empoli F. C. · Italia | 1.ª           | 2024-25       | 3     | 0     | 0      | 1                | 0                | 0                | —                     | —                     | —                     | 4     | 0     | 0      |
| Empoli F. C. · Italia | 2.ª           | 2025-26       | 0     | 0     | 0      | -                | -                | -                | —                     | —                     | —                     | 0     | 0     | 0      |
| Empoli F. C. · Italia | Total club    | Total club    | 3     | 0     | 0      | 1                | 0                | 0                | 0                     | 0                     | 0                     | 4     | 0     | 0      |
| Total carrera         | Total carrera | Total carrera | 3     | 0     | 0      | 1                | 0                | 0                | 0                     | 0                     | 0                     | 4     | 0     | 0      |
| 1.                    |               |               |       |       |        |                  |                  |                  |                       |                       |                       |       |       |        |

### Selección
Actualizado al último partido disputado el 29 de mayo de 2025.
| Selección         | Temporada         | Continental | Continental | Continental | Mundial | Mundial | Mundial | Amistosos | Amistosos | Amistosos | Total | Total | Total  |
| Selección         | Temporada         | Part.       | Goles       | Asist.      | Part.   | Goles   | Asist.  | Part.     | Goles     | Asist.    | Part. | Goles | Asist. |
| ----------------- | ----------------- | ----------- | ----------- | ----------- | ------- | ------- | ------- | --------- | --------- | --------- | ----- | ----- | ------ |
| Sub-15 · Italia   | 2022              | —           | —           | —           | —       | —       | —       | 2         | 0         | 0         | 2     | 0     | 0      |
| Sub-15 · Italia   | 2023              | —           | —           | —           | —       | —       | —       | 6         | 4         | 1         | 6     | 4     | 1      |
| Sub-15 · Italia   | Total sel.        | 0           | 0           | 0           | 0       | 0       | 0       | 8         | 4         | 1         | 8     | 4     | 1      |
| Sub-16 · Italia   | 2023              | —           | —           | —           | —       | —       | —       | 8         | 3         | 0         | 8     | 3     | 0      |
| Sub-16 · Italia   | 2024              | —           | —           | —           | —       | —       | —       | 4         | 1         | 0         | 4     | 1     | 0      |
| Sub-16 · Italia   | Total sel.        | 0           | 0           | 0           | 0       | 0       | 0       | 12        | 4         | 0         | 12    | 4     | 0      |
| Sub-17 · Italia   | 2023-24           | 6           | 0           | 0           | —       | —       | —       | -         | -         | -         | 6     | 0     | 0      |
| Sub-17 · Italia   | 2024-25           | 10          | 7           | 2           | -       | -       | -       | 3         | 0         | 2         | 13    | 7     | 4      |
| Sub-17 · Italia   | Total sel.        | 16          | 7           | 2           | 0       | 0       | 0       | 3         | 0         | 2         | 19    | 7     | 4      |
| Sub-18 · Italia   | 2024              | —           | —           | —           | —       | —       | —       | 2         | 0         | 0         | 2     | 0     | 0      |
| Sub-18 · Italia   | Total sel.        | 0           | 0           | 0           | 0       | 0       | 0       | 2         | 0         | 0         | 2     | 0     | 0      |
| Total selecciones | Total selecciones | 16          | 7           | 2           | 0       | 0       | 0       | 25        | 8         | 3         | 41    | 15    | 5      |
| 1.                |                   |             |             |             |         |         |         |           |           |           |       |       |        |

## Palmarés

### Títulos internacionales
| Título                    | Equipo              | Sede   | Año  |
| ------------------------- | ------------------- | ------ | ---- |
| Campeonato Europeo Sub-17 | Selección de Italia | Chipre | 2024 |